# Dusona tritor
Dusona tritor là một loài tò vò trong họ Ichneumonidae.